# Białoryb
Białoryb, inaczej biała ryba – nieprecyzyjne określenie używane współcześnie głównie przez wędkarzy odnoszące się do ryb słodkowodnych spokojnego żeru, w zasadzie wyłącznie karpiowatych. 
W polskiej taksonomii ludowej nazwą białoryb określano bolenia, zwanego też bieleniem, lub łącznie różne ryby karpiowate z wyłączeniem gatunków wyróżnianych jako cenne gatunki gospodarcze (takich jak karp, karaś, lin i leszcz). Również w rybołówstwie morskim bywa stosowana jako zbiorcza wobec ryb niebędących głównym przedmiotem połowów. W  dawnej literaturze biologicznej nazwa białoryb odnosiła się do takich gatunków jak ukleja pospolita czy jelec pospolity. W polskojęzycznej wersji binominalnego nazewnictwa gatunków pełniła również funkcję nazwy rodzajowej w nazwach białoryb właściwy i białoryb uklej (ukleja) oraz białoryb jelec, a także: białoryb jaź, białoryb guszczora, białoryb urfa (jaź), białoryb kleń (kleń), białoryb mrzewka, białoryb olszanka (strzebla potokowa), białoryb płoć (wzdręga), białoryb podusta (niewyróżniany współcześnie Leuciscus Buggenhagii), białoryb pstrzęga (piekielnica), białoryb rumiennica (płoć), białoryb rap (boleń pospolity), białoryb świnka (świnka pospolita). Wiązało się to z utożsamieniem polskiej nazwy białoryb z nazwą rodzaju Leuciscus w jego ujęciu z początku XIX wieku.